# Gedenkkreuz von Eikelhof

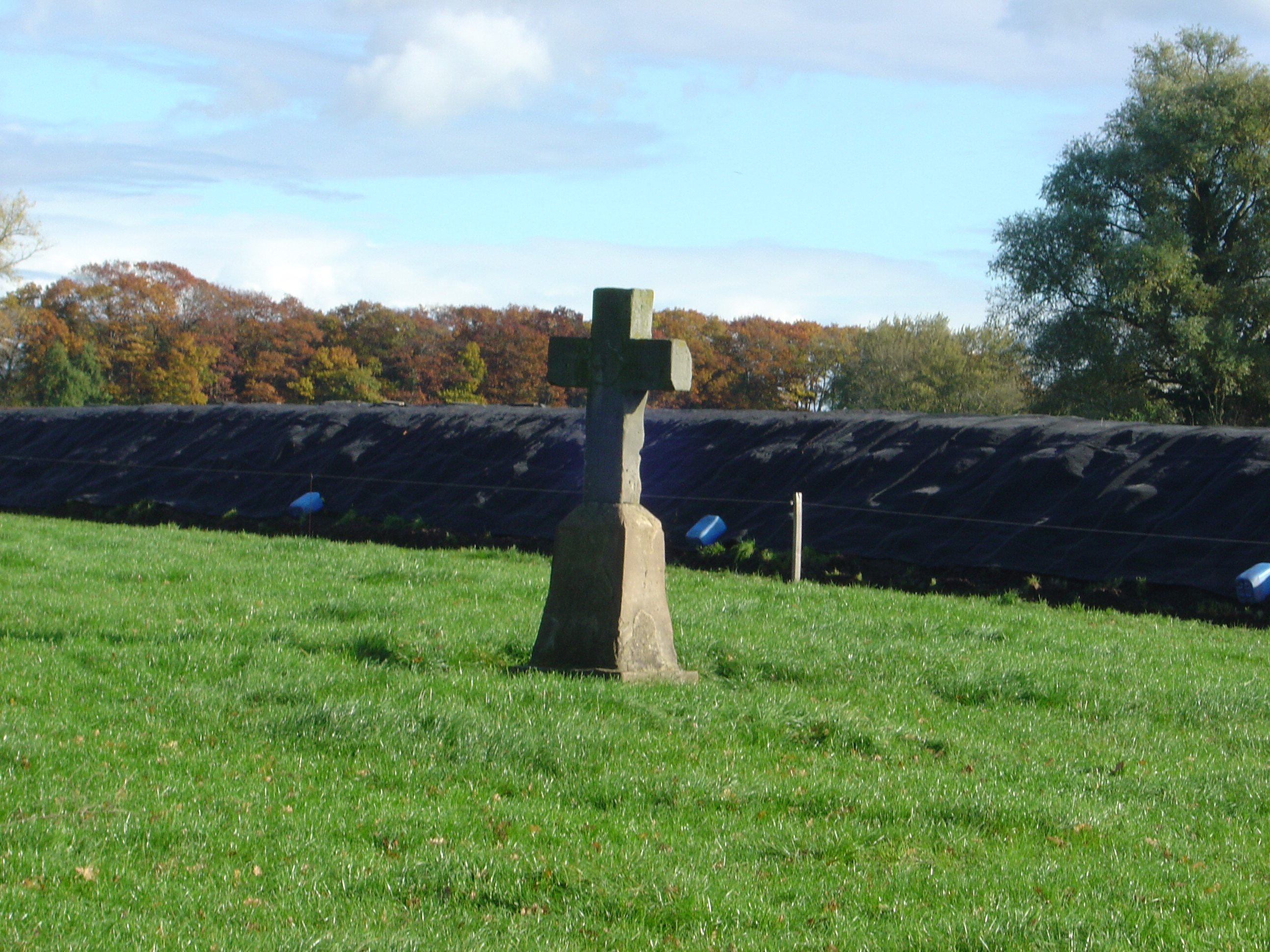
Kreuz von Eikelhof

Das Gedenkkreuz von Eikelhof ist ein steinernes Flurkreuz in Eikelhof in der Provinz Overijssel in den Niederlanden. Es wurde 1393 errichtet für einen Mann, der plötzlich unterwegs gestorben war.
Auf dem Kreuz ist eine Inschrift erhalten:
Im Jahr d(es) Herrn M.CCC und XCIII am Donnerstag na(ch) Sankt Michaelis starb H(err) Johalvedens bete für seine Seele
Außerdem war ein Wappen eingraviert, das stark verwittert ist.
Die Vorübergehenden sollten für sein Seelenheil beten, da er nicht mehr die Sterbesakramente erhalten hatte. Gedenkkreuze und Sühnekreuze wurden in ganz Mittel- und Westeuropa errichtet für Personen, die durch Unglücke oder Totschlag plötzlich starben.